# Arturo Vittori
Pour les articles homonymes, voir Vittori.
Arturo Vittori né le 1er octobre 1971 à Viterbe, en Italie, est un architecte italien, un des fondateurs de l’équipe de design et de recherche Architecture and Vision. 

## Biographie
De 1989 à 1993, Vittori a étudié les Beaux Arts à Viterbe (Italie) et a commencé en 1993 à étudier l'architecture à l'Faculté d’Architecture de Florence (Facoltà di Architettura dell’Università degli studi di Firenze, Italie) dont il a été diplômé en 1996 avec un projet intitulé International Space Station - Travelling Network, après une expérience de deux ans à l’Université technique de Darmstadt (Technische Hochschule, Allemagne). 
En 1997, il a passé un Master à Modène de Technicien en diagnostic architectural. À la suite de ces diplômes, il a collaboré avec des architectes tels que Jourda Architects en 1997, en France en 1998, Santiago Calatrava en 2000 et Jean Nouvel en 2001. 
De 2002 à 2004, il est Manager Design Cabine  pour Airbus à Toulouse, participant à des projets d’intérieurs de cabine pour diverses compagnies aériennes et en particulier pour le premier A380. Il a travaillé en 2005 avec Future Systems / Londres, collaborant avec Anish Kapoor sur la station de Monte Sant’Angelo subway de Naples (Italie) et en 2006 il a pratiqué le « design d'intérieur » de yacht dans le bureau d’architecture londonien Francis Design.
En 2002, Arturo Vittori a démarré une collaboration avec l’architecte suisse Andreas Vogler, avec qui il s’est associé en 2003 pour créer Architecture and Vision (AV), une équipe internationale et multidisciplinaire travaillant dans le domaine de l’architecture et du design et impliquée dans le développement de projets innovants et le transfert de technologie de différents secteurs pour des applications aérospatiales et terrestres. 
Arturo Vittori se concentre depuis 2007 sur différents projets d’Architecture and Vision, dont certains ont reçu une reconnaissance sur le plan international. En 2006, un prototype de la tente pour l’environnement extrême  DesertSeal  (2004) est entré dans la collection permanente du Museum of Modern Art, New York, après avoir été présenté dans le cadre de l'exposition SAFE: Design Takes on Risk  (2005), dont le conservateur était Paola Antonelli.  
La même année, le Museum of Science and Industry de Chicago a choisi Vittori et Vogler comme Modern-day Leonardos dans le cadre de leur exposition  Leonardo da Vinci: Man, Inventor, Genius. 
En 2007, un modèle de la station gonflable MoonBaseTwo (2007) – conçue dans le cadre de l’exploration de la Lune – a été incluse dans la collection du  Museum of Science and Industry de Chicago, tandis que MarsCruiserOne (2007), un véhicule-laboratoire pressurisé conçu pour l’exploration humaine Martienne, était exposé au Centre national d'art et de culture Centre Georges Pompidou, Paris, durant l’exposition Airs de Paris.
En 2021 Arturo Vittori  dédie à la Biennale d'architecture de Venise une construction réelle située à des milliers de kilomètres : son dernier prototype en cours de réalisation au Cameroun, intitulé Warka Water Tower Italian Pavilion 2021.
Arturo Vittori est intervenu dans des conférences internationales sur les thèmes de l’architecture spatiale et le transfert de technologie sur les domaines de l'architecture et le développement durable.  En 2008, il enseigne le design industriel à la première Faculté d’Architecture Ludovico Quaroni de l’Université de Rome La Sapienza  (Prima Facoltà di Architettura Ludovico Quaroni dell’Università degli studi di Roma La Sapienza, Italie) et l'université Iuav de Venise. Il est membre de l’ordre des architectes de Viterbe (Ordine degli architetti della Provincia di Viterbo), et de l’American Institute of Aeronautics and Astronautics (AIAA).

## Projets - Œuvres
2021
- Warka Water Tower dédie à la Biennale d'architecture de Venise une construction en cours de réalisation au Cameroun[3].

2015
- Warka Water 3.2, Dorze, Éthiopie

2013
- OR of the Future, UIC, Chicago, États-Unis d'Amérique

2012
- WarkaWater, Biennale di Venezia, Venise, Italie

2011
- LaFenice, Messine, Sicile, Italie
- AtlasCoelestisZeroG, Station spatiale internationale
- Corsair International, Paris, France

2009
- AtlasCoelestis, Sullivan Galleries, Chicago, Illinois, États-Unis d'Amérique
- MercuryHouseOne, Biennale di Venezia, Venise, Italie
- FioredelCielo, Macchina di Santa Rosa, Viterbe, Italie

2007
- BirdHouse, Bird House Foundation, Osaka, Japon

2006
- DesertSeal, collection permanente, Museum of Modern Art|Museum of Modern Art (MOMA), New York, États-Unis d'Amérique

## Prix
2016 
- 2015-2016 World Design Impact Prize pour le projet Warka Water, 18.03.2016, Taipei, Taiwan.